# Русский Акташ
Ру́сский Акта́ш — село в Альметьевском районе Татарстана России.
Административный центр Русско-Акташского сельского поселения. Крупнейший сельский населённый пункт района. Входит в полицентрическую Альметьевско-Бугульминскую агломерацию.

## Описание
Расположено в месте слияния рек Акташки и Степной Зай, в 18 км к северо-западу от Альметьевска.
Находится на пересечении автодорог 16А-0003 Набережные Челны — Альметьевск, Русский Акташ — Кузайкино (Р-239), Русский Акташ — Джалиль.
Через село проходит железнодорожная линия Акбаш — Набережные Челны — Агрыз. Расположен остановочный пункт 95 км Куйбышевской железной дороги.

## История
Село возникло более 300 лет назад. Первоначально здесь находился татарский аул, где жили служивые татары с семьями. Их крестили и переселили в новое место жительства, где ныне село Калейкино. Большую часть населения составляют русские, далее следуют татары, мордва, иные национальности, появившиеся как после землетрясения в Армении, так и после распада СССР. В связи с изменением этнического состава село получило своё нынешнее название.
С 10 августа 1930 года по 25 марта 1959 года являлось райцентром Акташского района. После его упразднения 26 марта 1959 года вошло в состав Альметьевского района.
В 1957 году село получило статус посёлка городского типа. Преобразовано в сельский населённый пункт в 2004 году.

## Население
| 1959 | 1970  | 1979  | 1989  | 2002  | 2010  | 2021  |
| ---- | ----- | ----- | ----- | ----- | ----- | ----- |
| 5759 | ↘5374 | ↘4155 | ↘3339 | ↗4187 | ↗4235 | ↘3770 |

## Достопримечательности
- Памятник Павлику Морозову (демонтирован в 2016 году).
- В селе стоят храм Казанской иконы Божией Матери[8], памятник становлению Советской власти, памятник воинам Великой Отечественной войны с Вечным огнём и высеченными на граните именами солдат, ушедших на фронт. В 2014 году установлен на постамент танка, а в 2015 году установлена артиллерийская пушка.